# Crew Dragon Demo-2
SpaceX Demo-2 (denumită și Crew Demo-2, Misiunea Demonstrativă SpaceX 2, și Dragon Crew Demo-2) este un prim zbor de testare cu echipaj uman al navei spațiale Crew Dragon, programat pentru lansarea către Stația Spațială Internațională la 30 mai 2020 la ora 19:22:45 UTC (15:22:45 EDT). Demo-2 este primul zbor spațial orbital cu echipaj uman lansat din Statele Unite după ultima misiune Space Shuttle, STS-135⁠(d), în 2011, la care pilot a fost Douglas G. Hurley⁠(d). Hurley va fi comandantul navei spațiale pe Crew Dragon Demo-2, alături de Robert L. Behnken⁠(d) ca comandant de operațiuni generale. Crew Dragon Demo-2 va fi și primul zbor spațial orbital cu două persoane lansat din Statele Unite de la STS-4⁠(d) din 1982.
Prima tentativă de lansare din 27 mai a fost anulată cu 16 minute și 53 de secunde înainte de lansare din cauza vremii nefavorabile cauzate de furtuna tropicală Bertha. Următoarea încercare de lansare este stabilită în prezent pe 30 mai 2020 la 19:22:45 UTC.

## Echipaj
Douglas Hurley și Robert Behnken au fost anunțați ca echipaj principal la 3 august 2018. Ambii astronauți sunt veterani ai programului Space Shuttle iar zborul Demo-2 va fi a treia călătorie în spațiu pentru amândoi.
| Post                              | Astronaut                                       | Astronaut                                       |
| --------------------------------- | ----------------------------------------------- | ----------------------------------------------- |
| Comandant al zborului spațial     | Douglas Hurley⁠(d), NASA Al treilea zbor spațial | Douglas Hurley⁠(d), NASA Al treilea zbor spațial |
| Comandant al operațiunilor comune | Robert Behnken⁠(d), NASA Al treilea zbor spațial | Robert Behnken⁠(d), NASA Al treilea zbor spațial |

### Echipaj de rezervă
Spre deosebire de multe misiuni anterioare, Crew Dragon Demo-2 nu are un echipaj complet dedicat de rezervă. Astronautul NASA, Kjell Lindgren,⁠(d) este, în schimb, singurul membru al echipajului de rezervă pentru zbor, ca înlocuitor atât pentru Hurley cât și pentru Behnken pentru misiune.
| Post                          | Astronaut               | Astronaut               |
| ----------------------------- | ----------------------- | ----------------------- |
| Comandant al zborului spațial | Kjell Lindgren⁠(d), NASA | Kjell Lindgren⁠(d), NASA |

## Misiunea
Misiunea Crew Dragon Demo-2 este destinată să finalizeze validarea operațiunilor de zboruri spațiale umane folosind echipamente SpaceX. Dacă va avea succes, zborul demonstrativ va permite certificarea pentru zboruri cu oameni a navei spațiale Crew Dragon, precum și a rachetei Falcon 9, a sistemului de transport al echipajului, a suportului de lansare și a capacităților SpaceX. Misiunea include testarea de către astronauți a capacităților navei Crew Dragon pe orbită.
Capsula Crew Dragon se va lansa pe o rachetă Falcon 9 de la Kennedy Space Center Launch Complex 39A la 30 mai 2020 și se va conecta cu adaptorul presurizat de cuplaj PMA-2⁠(d) de pe modulul Harmony al SSI la 31 mai 2020. Hurley și Behnken vor lucra alături de echipajul Expediției 63 timp de 30 până la 90 de zile, ceea ce înseamnă că aterizarea navei spațiale va avea loc cel mai târziu la 28 august 2020.
Operațiunea de andocare și de decuplare va fi controlată autonom de către nava spațială Crew Dragon, dar monitorizată de echipajul de zbor pentru cazul în care ar fi necesară intervenția manuală.
Propulsorul primei trepte va încerca să aterizeze autonom pe barja plutitoare Of course I Still Love You, care va fi poziționată în Oceanul Atlantic în acest scop.
La întoarcerea pe Pământ, capsula Crew Dragon va cădea în Oceanul Atlantic, de unde va fi recuperată de vasul de recuperare Go Navigator.
NASA a calculat probabilitatea pierderii echipajului (Loss of Crew — LOC) pentru zborul de testare este de 1 din 276, ceea ce depășește pragul de 1 din 270 cerut de programul comercial de zboruri umane. Numărul de 1 din 276 include măsuri de reducere a riscurilor, cum ar fi inspecțiile pe orbită ale navei spațiale Crew Dragon, după ce este andocată la stația spațială pentru a verifica posibilele daune cauzate de micrometeoroizi⁠(d) și resturi orbitale (MMOD). NASA evaluează riscul general de pierdere a misiunii (LOM) la 1 din 60. Acest risc acoperă scenariile în care Crew Dragon nu ajunge la stația spațială așa cum s-a planificat, dar echipajul se întoarce în siguranță pe Pământ.
O prognoză oficială de lansare pentru Dragon Crew Demo-2 din partea Escadrilei Meteorologice 45 a Forțelor Spațiale ale SUA, pentru ora inițială de lansare la 27 mai la 27:33:33 UTC, prezicea o probabilitate de 50% de condiții favorabile. Lansarea a fost amânată la 16 minute și 53 de secunde înainte de lansare din cauza furtunilor și a ploilor ușoare din zonă. Următoarele ferestre de lansare sunt disponibile pe 30 mai la 19:22:45 UTC cu o probabilitate de 50% de condiții favorabile și pentru 31 mai 2020 la 19:00:07 UTC cu 60% probabilitate de condiții favorabile.

## Cronologie

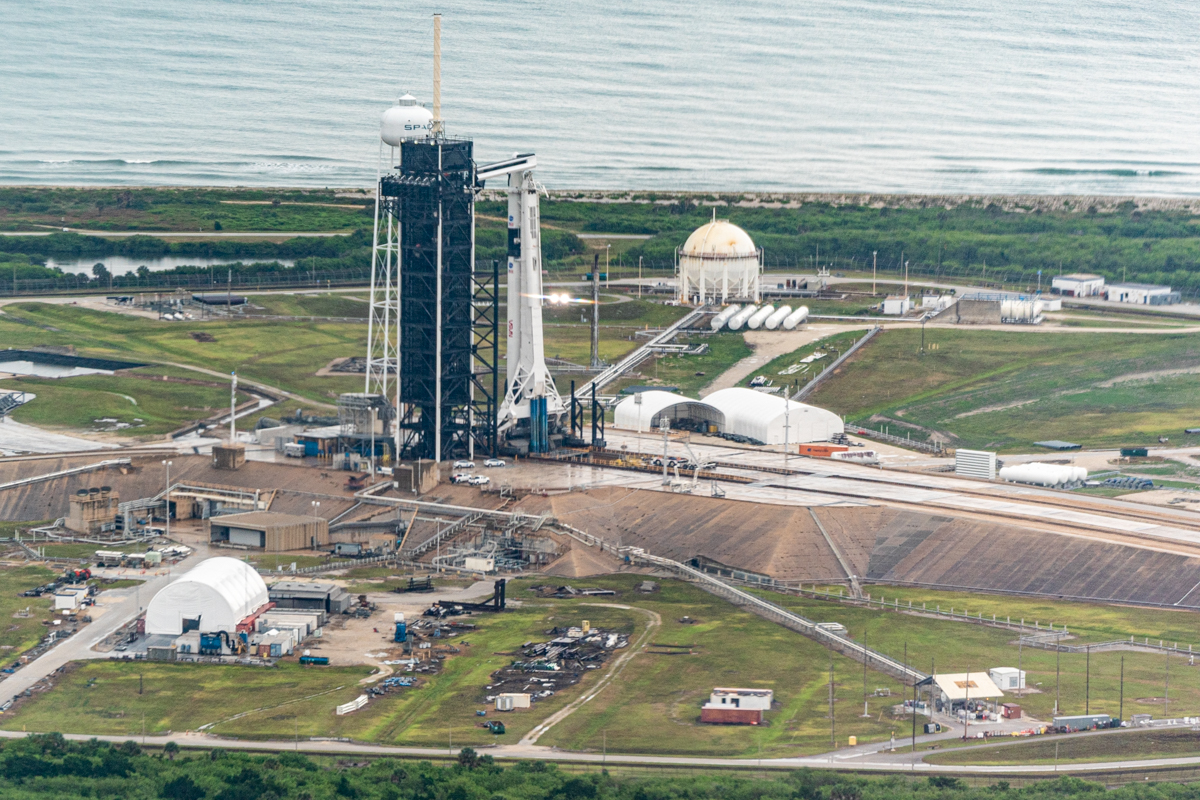
Nava spațială Crew Dragon și racheta Falcon 9 pe rampa de lansare LC-39A la

Misiunea Crew Dragon Demo-2 a fost inițial planificată pentru lansare în iulie 2019, ca parte a contractului Comercial Crew Development cu un echipaj de două persoane, într-o misiune de testare de 14 zile ;a Stația Spațială Internațională (SSI).
La 20 aprilie 2019, capsula Crew Dragon a misiunii Crew Dragon Demo-1 a fost distrusă în timpul testării statice de declanșare a propulsoarelor sale SuperDraco⁠(d), înainte de utilizarea planificată în cadrul testului de abandon al misiunii în zbor. SpaceX a găsit cauza anomaliei la o componentă care a permis scurgerea de oxidant în conductele de heliu la presiune înaltă, care apoi s-au solidificat și au deteriorat o supapă. Ulterior, supapele au fost înlocuite cu discuri de rupere pentru a preveni o altă anomalie.
La 19 ianuarie 2020, o capsulă Crew Dragon a finalizat cu succes un test al abandonului misiunii în timpul zborului.
La 9 aprilie 2020, administratorul NASA, Jim Bridenstine⁠(d), a declarat că este „destul de încrezător” că astronauții pot zbura către Stația Spațială Internațională la bordul navei spațiale Crew Dragon a firmei SpaceX la sfârșitul lunii mai sau la începutul lunii iunie 2020, când încă aștepta rezultatele testelor finale ale parașutelor, revizuirile datelor și un program de pregătire care să poată evita impacturile majore ale pandemiei de COVID-19 din acea perioadă.
La 17 aprilie 2020, NASA și SpaceX au anunțat data lansării pentru 27 mai 2020.  Sosirea lui Crew Dragon va crește dimensiunea echipajului stației de la trei la cinci persoane. Bob Behnken și Doug Hurley vor efectua sarcini și vor derula experimente ca membri ai echipajului Stației Spațiale Internaționale timp de câteva luni, până la următoarea lansare a lui Crew Dragon. Hurley și Behnken sunt așteptați să trăiască și să lucreze la bordul stației spațiale timp de două sau trei luni, iar apoi să se întoarcă pe Pământ cu cădere în Oceanul Atlantic, la est de Cape Canaveral.
La 23 aprilie 2020, administratorul NASA, Jim Bridenstine, i-a îndemnat pasionații de zbor spațial să nu se deplaseze la Kennedy Space Center pentru a vedea lansarea și le-a cerut oamenilor să urmărească în schimb lansarea la televizor sau online. Bridenstine a explicat că echipajul de întreținere lucrează în schimburi coerente, pentru a atenua expunerea lucrătorilor la COVID-19.
La 1 mai 2020, SpaceX a demonstrat cu succes sistemul de parașute Mark 3, o etapă critică pentru aprobarea misiunii.
În efortul de a implica publicul, în special Promoția 2020, care nu a putut participa la propriile festivități de absolvire din cauza pandemiei de COVID-19, atât NASA, cât și SpaceX au invitat studenții și absolvenții să-și prezinte fotografiile pentru a fi trimise pe SSI.
Behnken și Hurley au ajuns la KSC pe 20 mai pentru a se pregăti de lansare. La 21 mai, racheta Falcon 9 a fost dusă pe rampa de lansare și a fost efectuată o probă statică de declanșare la 22 mai; o etapă importantă înainte de lansare.
Misiunea a folosit un Tesla Model X pentru a-i transporta pe Hurley și Behnken la LC-39A.
Președintele Trump și vicepreședintele Mike Pence au fost la Kennedy Space Center din Florida pentru a vedea tentativa de lansare de la 27 mai 2020. Ambii intenționează să se întoarcă pentru tentativa de lansare de sâmbătă.
Dacă misiunea s-ar fi lansat la 27 mai, Crew Dragon Demo-2 ar fi fost prima misiune de zbor spațial cu echipaj uman din SUA, care nu a permis prezența publicului la complexul de vizitatori al Kennedy Space Center, din cauza pandemiei de coronaviroză în curs de desfășurare. După ce misiunea a întârziat, Complexul pentru vizitatori s-a deschis începând cu 28 mai, cu o capacitate limitată de vizionare publică a lansării. Biletele de intrare s-au vândut aproape imediat.
Astronauții Doug Hurley și Bob Behnken vor anunța numele navei lor spațiale Crew Dragon în ziua lansării.

## Încercări de lansare
Toate orele în EDT (Ora de vară a coastei de est a SUA)
| Tentativă | Planificată             | Rezultat    | Întoarcere                      | Motiv | Punct de decizie                                    | Probabilitate de vreme bună (%) | Note |
| --------- | ----------------------- | ----------- | ------------------------------- | ----- | --------------------------------------------------- | ------------------------------- | --- |
| 1         | 27 mai 2020, 4:33:33 pm | Amânată     | —                               | Vreme | 27 mai 2020, 4:16 pm (T−16 minute 53 secunde` hold) | 50%                             | Decizie luată chiar înainte de încărcarea cu oxigen lichid pentru treapta a doua. Lansarea a fost amânată din cauza furtunilor și a ploii ușoare din zonă cauzate de furtuna tropicală Bertha⁠(d). |
| 2         | 30 mai 2020, 3:22:45 pm | Planificată | 2 zile, 22 de ore, 49 de minute |       |                                                     | 50%                             | |

## Insigne și uniforme

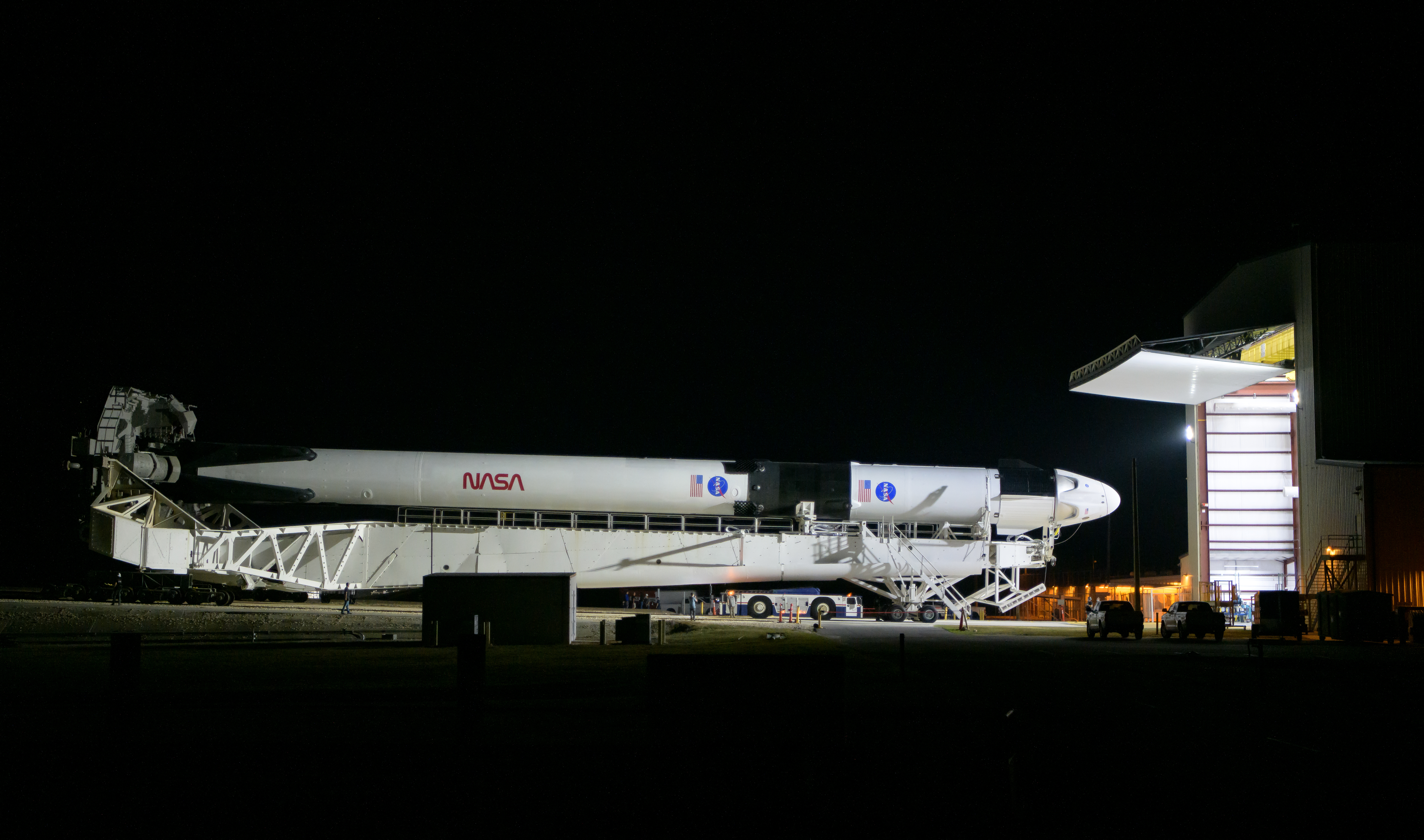
Racheta Falcon 9 care a fost folosită pentru misiune, cu logoul-vierme al NASA pe prima treaptă

Însemnele misiunii au fost create de Andrew Nyberg, un artist din Brainerd, Minnesota⁠(d), nepotul lui Douglas Hurley, comandantul navei spațiale.
Însemnele prezintă logourile Commercial Crew Program, Falcon 9, Crew Dragon și epoletul roșu al logoului „chifteluță” al NASA. Sunt înfățișate și drapelul american și un simbol al Stației Spațiale Internaționale. Cuvintele NASA, SpaceX, Hurley și Behnken sunt plasate în jurul conturului, împreună cu frazele „Primul zbor cu echipaj” și DM-2. Conturul însemnelor are forma capsulei Crew Dragon.
Racheta Falcon 9 prezenta cunoscutul logo-vierme al NASA. A fost prima utilizare oficială a acestui logo după retragerea lui în 1992.